# SDSS J100244.65+021152.8
 (décembre 2022).
Désignations
SDSS J100244.65+021152.8, abrégée en SDSS J1002+0211, également nommée COSMOS 1500960, ou aussi COSMOS J100244.66+021152.9, est une étoile très lointaine et hyperlumineuse ainsi que l'une des seules étoiles à posséder un décalage vers le rouge supérieur à 2(2.001166 pour SDSS J1002+0211), soit 2.7 milliards d'années-lumière. Elle a été découverte en 2006 lors d'une étude des données enregistrées par le télescope MMT et le spectrographe Hectospec. Elle est aussi une étoile à mouvement propre très élevé, sa vitesse est estimée à 599 715 ± 21 km/s.